# NGC 4042
NGC 4042 ist eine elliptische Zwerggalaxie vom Hubble-Typ E-S0 im Sternbild Coma Berenices am Nordsternhimmel. Sie ist schätzungsweise 319 Millionen Lichtjahre von der Milchstraße entfernt und hat einen Durchmesser von etwa 20.000 Lichtjahren.

Im selben Himmelsareal befinden sich die Galaxien NGC 4055, NGC 4056, NGC 4057, NGC 4060.
Das Objekt wurde am 18. März 1865 von dem Astronomen Albert Marth entdeckt.